# 复旦大学附设幼儿园
复旦大学附设幼儿园是位于中華人民共和國上海市楊浦區国年路的一個幼兒園，它由多個幼兒托育機構合併而成。較早建立的托兒所始建于1950年4月，由當時的復旦大學校长陈望道的夫人蔡葵筹办。曾在美国学习家政的余竹贞为托儿所负责人。1958年在復旦大學教授谈家桢的夫人傅曼芸率领下又建立一所民办托儿所和婴托班。后来這些托兒所合并成立幼儿园。1975年建造一幢三层楼房作为新园址，1987年改建为四层楼房。